# Чрезвычайное положение в Израиле
Чрезвычайное положение (ивр. מצב חירום‎) действует в Израиле непрерывно с 19 мая 1948 года, в соответствии с 9-й статьей Ордонанса о правительстве и судебной системе (а затем — в соответствии с Основным законом о правительстве). Чрезвычайное положение дает кнессету или правительству полномочия разрешать правительству применять особые механизмы — чрезвычайные указы (ивр. תקנות לשעת חירום‎), которые могут отменять или приостанавливать действие любых законов. Закон не определяет ситуации, в которых кнессет или правительство могут ввести чрезвычайное положение.

## Предыстория и первые годы
История чрезвычайного положения в Израиле начинается с Уложения об обороне (англ. Defence (Emergency) Regulations), принятого британскими властями в 1945 году в рамках борьбы с еврейским подпольем.
9-я статья Декрета о порядке отправления власти и судопроизводстве (также Ордонанс о праве и публичной власти, ивр. פקודת סדרי השלטון והמשפט‎), утвержденного Временным Государственным Советом 19 мая 1948 года, через четыре дня после образования государства, наделяла Временный Государственный Совет правом объявить в стране чрезвычайное положение и издавать чрезвычайные указы (ордонансы), которые могут «изменять, временно приостанавливать и ограничивать любой закон, а также вводить или увеличивать налоги и другие обязательные выплаты» (ивр. "לשנות כל חוק, להפקיע זמנית את תקפו או לקבוע בו תנאים, וכן להטיל או להגדיל מיסים או תשלומי חובה אחרים"‎).
С вступлением в силу второй версии Основного закона о правительстве в 1996 году 9-я статья Ордонанса о правительстве и правосудии была заменена статьями 49-50 Основного закона о правительстве. 49-я статья передавала кнессету право объявлять чрезвычайное положение, но оставляла за правительством право делать это, если кнессет нельзя созвать. 50-я статья ограничивала действие чрезвычайных указов. Там сказано, что «указы не могут препятствовать обращению в суд, иметь обратную силу или допускать оскорбление человеческого достоинства». Эти положения вступили в силу после выборов в кнессет четырнадцатого созыва.
В третьей версии Основного закона о правительстве, принятой в 2001 году и действительной с 2003 года, этому вопросу посвящены 38-я и 39-я статьи.

## Объявление чрезвычайного положения
Как правило, вводить чрезвычайное положение уполномочен кнессет. Сам кнессет или правительство могут предложить ввести чрезвычайное положение на срок, не превышающий одного года. На практике все предложения вносило правительство. Согласно регламенту кнессета, когда такое предложение поступает в кнессет, Комиссия кнессета по иностранным делам и безопасности и Законодательная комиссия кнессета созывают Специальную комиссию для обсуждения предложения. Комиссия передаёт свои рекомендации в кнессет. Позже рекомендации обсуждают на пленуме кнессета. Решение кнессета публикуется в Решумот — официальном государственном издании.
В неотложных случаях, когда кнессет не может быть немедленно созван, правительство может объявить чрезвычайное положение на срок, не превышающий семь дней. Если кнессет не может быть созван и в этот период, правительство может продлить чрезвычайное положение ещё на семь дней. До сих пор правительство никогда не использовало это право, так как кнессет всегда вводил чрезвычайное положение на длительный срок.
Кнессет имеет право отменить чрезвычайное положение в любой момент.

## История и современная ситуация
О чрезвычайном положении было объявлено в 1948 году, через четыре дня после провозглашения государства, чтобы дать правительству юридические инструменты, которые позволили бы ему оперативно справиться с трудностями военного времени.
Хотя нынешняя ситуация в Израиле крайне отличается от ситуации 1948 года, чрезвычайное положение не отменено по сей день. Причина этого не в объективной необходимости, а в том, что за прошедшие с основания государства годы принято много указов, обусловленных наличием чрезвычайного положения, и отмена чрезвычайного положения привела бы к отмене этих указов. Так, например, 11-я статья закона о рабочем времени и времени отдыха предусматривает, что министр труда может разрешить сверхурочную работу в определённых в законе отраслях, а также в прочих отраслях «во время, когда в стране действует чрезвычайное положение». Отмена чрезвычайного положения будет означать, что в Израиле нельзя будет работать сверхурочно, за исключением тех секторов, которые определены законом. Другими законами, действие которых обусловлено наличием чрезвычайного положения, являются ордонанс о продлении действия чрезвычайных правил выезда за границу, закон, регулирующий изъятие земельных участков, закон о продлении действия чрезвычайных правил надзора за судами, закон, позволяющий полиции производить административные задержания (административные аресты), и закон о надзоре над товарами и услугами.
В 1999 году Ассоциация за гражданские права (ивр. האגודה לזכויות האזרח‎) подала иск в Высший Суд Справедливости с требованием отменить чрезвычайное положение. В иске утверждается, что законы, зависящие от чрезвычайного положения, допускают жёсткие ограничения свободы слова, нарушение права на забастовку, свободу ассоциаций, права собственности и многое другое в нарушение Основного закона о достоинстве и свободе человека.
С 2000 года правительство прилагает большие усилия по внесению поправок в эти законы и устранению связи между ними и чрезвычайным положением. Этому способствовало и давление Специальной комиссии, которая в ряде случаев отказывалась продлевать чрезвычайное положение на год, ограничиваясь лишь шестью месяцами.
В 2008 году на слушаниях в Высшем Суде Справедливости по иску, поданному Ассоциацией за гражданские права, председатель Верховного суда Дорит Бейниш раскритиковала темпы работы правительства в отношении закона. Бейниш отметила, что «прогресс является неудовлетворительным», и заявила, что «касательно законодательства о товарах и услугах трудно принять аргументы государства, а связь этих указов с законом о чрезвычайном положении неприемлема». Кнессет также выразил недовольство работой правительства, и в 2009 году была образована рабочая группа под руководством депутата Авраама Михаэли для более жёсткого контроля работы правительства по этому вопросу.
7 мая 2012 года кнессет в очередной раз объявил чрезвычайное положение. На следующий день Высший Суд Справедливости отклонил вышеупомянутый иск Ассоциации за гражданские права спустя 13 лет после его подачи. Судья Эльяким Рубинштейн постановил, что решение об объявлении чрезвычайного положения зависит от политических соображений, в которые суд не должен вмешиваться. При этом, он опять раскритиковал законодательство, которое обусловлено существованием чрезвычайного положения, отметив, что вышеуказанный иск сыграл важную роль в ускорении законодательных процедур, необходимых для исправления существующего положения.
В 2009 году Специальная комиссия начала свою работу по отмене чрезвычайного положения. На тот момент 165 указов и девять законов зависели от существования чрезвычайного положения. Комиссия отменила десятки указов, в том числе такие анахронизмы, как указ о контроле за производством мороженого, указ о приготовлении пудинговых и кофейных смесей и указ о продаже верблюжьего мяса. Также был принят Закон о борьбе с терроризмом, который заменил Ордонанс о предотвращении терроризма, и изменён Закон о предотвращении нелегальной иммиграции.
На лето 2021 года оставалось 16 указов и пять законов, зависящих от чрезвычайного положения.
29 июня 2022 года чрезвычайное положение продлено в очередной раз на один год.
24 декабря 2024 года чрезвычайное положение было ещё на один год.